# Route nationale 727
Die Route nationale 727, kurz N 727 oder RN 727, war eine französische Nationalstraße, die von 1933 bis 1973 in zwei Abschnitten zwischen La Châtre und Savigné verlief. Ihre Gesamtlänge betrug 159 Kilometer.

## Straßenverlauf
Der erste Abschnitt verlief von La Châtre nach Lussac-les-Châteaux, wo sie durch die noch heute existierende Nationalstraße 147 unterbrochen wurde. Auf einer Länge von 115,5 Kilometern wurden die Orte und Gemeinden Neuvy-Saint-Sépulchre, Argenton-sur-Creuse, Saint-Marcel, Saint-Gaultier und La Trimouille sowie Montmorillon an das Nationalstraßennetz angebunden.
Der zweite Abschnitt mit einer Länge von 43,5 Kilometern führte von einer Kreuzung mit der noch heute existierenden Nationalstraße 147 über einige Ortschaften bis nach Savigné, wo sie an die ehemalige Nationalstraße 148 anschloss.